# Alcaptonuria
L'alcaptonuria è una rara malattia genetica che coinvolge il metabolismo della fenilalanina e della tirosina. Ha una trasmissione autosomica recessiva ed è caratterizzata da un difetto nella funzione dell'enzima omogentisato 1,2-diossigenasi, cui consegue l'accumulo nel sangue e nelle urine dell'ossido dell'acido omogentisico, detto alcaptone. Questo metabolita della tirosina può causare un danno articolare, che può condurre all'osteoartrosi, cardiaco, specialmente di tipo valvolare, e renale, con la formazione di calcoli.

## Epidemiologia e storia
L'alcaptonuria è una delle quattro malattie descritte da Archibald Edward Garrod caratterizzate dall'accumulo di intermedi dovuti a deficienze del metabolismo. Egli evidenziò la relazione tra l'ocronosi e l'accumulo di alcaptone nel 1902 e riportò i suoi studi in una lettura al Royal College of Physicians di Londra nel 1908. La dimostrazione dell'implicazione della omogentisato 1,2-diossigenasi nella patogenesi della malattia fu riportata in uno studio del 1958, mentre l'origine genetica venne dimostrata nel 1996.
La malattia è più comune in Repubblica Dominicana e in Slovacchia rispetto ad altri paesi. L'esatta prevalenza nel primo non è conosciuta, mentre in Slovacchia è pari a una ogni 19 000 persone, a fronte di una prevalenza negli altri paesi stimata tra 1 ogni 100 000 e 1 ogni 250 000 abitanti.

## Fisiopatologia
L'acido omogentisico è un intermedio del metabolismo della tirosina, un aminoacido, metabolizzato a livello del fegato ad acido 4-maleilacetoacetico per mezzo dell'enzima omogentisato 1,2-diossigenasi (HGD). L'alcaptonuria è caratterizzata dalla presenza di due geni anomali che codificano per l'enzima in questione, ereditati ciascuno da un genitore; di queste mutazioni genetiche sono state identificate numerose varianti.
Il fatto che in un paziente, che vada incontro a un trapianto di fegato per motivi non correlati, l'alcaptonuria si risolva e le manifestazioni articolari si stabilizzino dopo il trapianto, conferma che è il fegato l'organo principale in cui avviene la produzione di acido omogentisico in corso di malattia.

## Clinica

### Segni e sintomi
L'alcaptonuria è spesso asintomatica. Tuttavia la sclera dell'occhio appare spesso pigmentata, soprattutto nei soggetti anziani, e la pelle può risultare più scura nelle parti esposte alla luce solare e intorno alle ghiandole sudoripare, con il sudore che può risultare color marrone. Le urine generalmente si scuriscono dopo la raccolta, specialmente nel caso siano esposte all'aria aperta, se lasciate così per un sufficiente periodo di tempo. Episodi di calcolosi renale sono comuni e si manifestano in circa un quarto dei pazienti.
Le manifestazioni cliniche principali della malattia sono conseguenza dell'accumulo di acido omogentisico nei tessuti. A livello delle articolazioni, soprattutto della colonna vertebrale, il danno alla cartilagine si manifesta con dolore, localizzato soprattutto al fondoschiena, e spesso si manifesta in giovane età. Il danno si può localizzare anche a livello delle articolazioni dell'anca e della spalla, tanto che può rendersi necessario l'impianto di una protesi a un'età relativamente precoce.

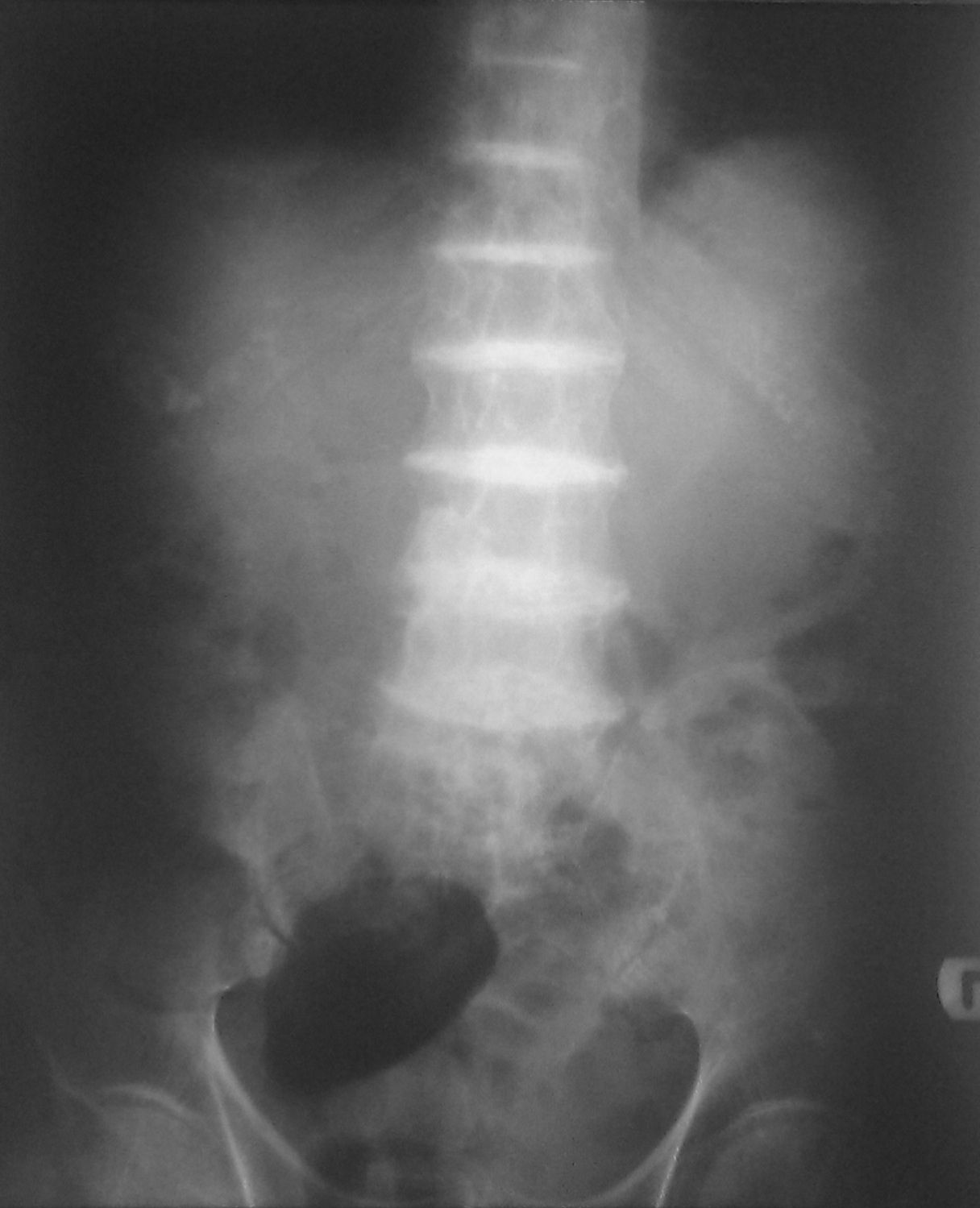
Calcificazioni a livello del disco intervertebrale in soggetto affetto da alcaptonuria

Una complicanza relativamente frequente dell'alcaptonuria è l'instaurarsi di una valvulopatia, con calcificazioni e insufficienza soprattutto a carico della valvola aortica e della valvola mitrale, che in certi casi può essere tanto grave da rendere necessario un intervento chirurgico di sostituzione valvolare. Inoltre, in certi casi, possono risultare accelerati i processi patogenetici della coronaropatia.
Un carattere distintivo della malattia è che il cerume, una volta esposto all'aria, cambia di colore a causa dell'accumulo di acido omogentisico, tipicamente verso il nero o il rosso in relazione alla dieta del paziente.

### Esami di laboratorio e strumentali
La diagnosi di alcaptonuria può essere effettuata tramite cromatografia su carta o cromatografia su strato sottile, utilizzando egualmente il sangue o l'urina. Nei soggetti sani l'acido omogentisico è assente, mentre nei soggetti affetti i livelli plasmatici risultano mediamente intorno a 6.6 µg/ml e i livelli urinari risultano mediamente 3.12 mmol per ogni mmol di creatinina.

## Trattamento
Non esistono trattamenti che abbiano inequivocabilmente dimostrato di ridurre il rischio delle complicanze dell'alcaptonuria. Tra le terapie normalmente prescritte sono compresi acido ascorbico ad alte dosi e restrizioni dietetiche per i cibi ad alto contenuto di fenilalanina e tirosina. Le restrizioni dietetiche si sono dimostrate efficaci nei bambini, mentre non sono stati dimostrati reali benefici nell'individuo adulto.
Il nitisinone, utilizzato come erbicida, inibisce la 4-idrossifenilpiruvato diossigenasi, l'enzima che genera acido omogentisico dall'acido 4-idrossifenilpiruvico, riducendo i livelli totali del metabolita nel sangue. L'effetto collaterale principale del farmaco è l'irritazione della cornea, tuttavia si ipotizza possa favorire il manifestarsi dei sintomi della tirosinemia di III tipo a causa dell'accumulo di tirosina e altri intermedi.